# Siarhiej Zadzielonau
Siarhiej Alaksandrawicz Zadzielonau (biał. Сяргей Аляксандравіч Задзелёнаў, ros. Сергей Александрович Заделёнов – Siergiej Aleksandrowicz Zadielonow; ur. 27 lutego 1976 w Głazowie) – białoruski hokeista, reprezentant Białorusi, olimpijczyk. Trener hokejowy.

## Kariera zawodnicza
- Polimir Nowopołock 2 (1992-1993)
- Chimik / Polimir Nowopołock (1993-1998)
- Gazowik Tiumeń (1998-1999)
- Dinamo-Eniergija Jekaterynburg (1999-2003)
  -  Kiedr Nowouralsk (1999)
- HK Homel (2003-2004)
- Junost' Mińsk (2004-2005)
- HK Homel (2005)
- Dynama Mińsk (2005)
- Nieftiechimik Niżniekamsk (2005-2007)
- HK Homel (2006, 2007-2008)
- Dynama Mińsk (2008-2009)
- HK Szachcior Soligorsk (2009)
- Dynama Mińsk (2009-2010)
- Junost' Mińsk (2010-2014)
  -  Junior Mińsk (2010-2014)
- Chimik-SKA Nowopołock (2014-2016)
  -  HK Szachcior Soligorsk (2016)
- Abu Dhabi Storms (2018-)

Urodził się w rosyjskim Głazowie. Od 12 roku życia mieszkał w Nowopołocku, w białoruskiej SRR. Wychowanek tamtejszego klubu hokejowego Chimik Nowopołock. Przez lata grał jako napastnik, w późniejszych latach został przekwalifikowany na obrońcę. W czerwcu 2016 w wieku 40 lat ogłosił zakończenie kariery zawodniczej.
Uczestniczył w turniejach mistrzostw świata w 2002 (Dywizja I), 2003 (Elita), 2004 (Dywizja I), 2005, 2006, 2007, 2008 (Elita) oraz zimowych igrzysk olimpijskich 2010.

## Kariera trenerska
- HK Lida (2017-2018), asystent trenera
- Rreprezentacja Zjednoczonych Emiratów Arabskich (2018/2019, 2019/2020), asystent trenera
- HK Szachcior Soligorsk (2022-), asystent trenera

W sezonie 2017/2018 był asystentem w sztabie zespołu HK Lida. Od 2018, gdy wznowił karierę w Zjednoczonych Emiratach Arabskich, został tam równolegle trenerem. W kwietniu 2019 był asystentem w sztabie reprezentacji Zjednoczonych Emiratów Arabskich w wygranym turnieju kwalifikacyjnym do MŚ III Dywizji edycji 2020 (prócz niego także jego rodacy: Arciom Siańkiewicz jako główny trener i Michaił Klimin jako asystent oraz Witalij Sauko jako zawodnik). W lutym 2022 wszedł do sztabu zespołu HK Szachcior Soligorsk.

## Sukcesy
Reprezentacyjne
- Czwarte miejsce w turnieju zimowych igrzysk olimpijskich: 2002
- Awans do MŚ Elity: 2002, 2004

Klubowe
- Brązowy medal mistrzostw Białorusi: 1994 z Chimikiem Nowopołock, 1999, 2001 z Polimirem Nowopołock, 2004 z HK Homel
- Srebrny medal mistrzostw Białorusi: 1995, 1998 z Polimirem Nowopołock, 2014 z Junostią Mińsk, 2016 z Szachciorem Soligorsk
- Złoty medal mistrzostw Białorusi: 1996, 1997 z Polimirem Nowopołock, 2003 z HK Homel, 2005, 2011 z Junostią Mińsk
- Puchar Białorusi: 2003, 2004 z HK Homel, 2014 z Junostią Mińsk
- Puchar Kontynentalny: 2011 z Junostią Mińsk
- Drugie miejsce w Pucharze Kontynentalnym: 2012 z Junostią Mińsk
- Złoty medal Emirates Ice Hockey League: 2019 z Abu Dhabi Storms

Indywidualne
- Ekstraliga białoruska 1997/1998: pierwsze miejsce w klasyfikacji kanadyjskiej: 17 punktów[7]
- Mistrzostwa Świata w Hokeju na Lodzie 2008/Elita: jeden z trzech najlepszych zawodników reprezentacji na turnieju[8]